# Chikara (рестлинг)
Chikara — американский рестлинг-промоушен, базировавшийся в Филадельфии, Пенсильвания. Свое название и логотип компания взяла из японского кандзи, означающего «сила». Она была основана в 2002 году Майком Квакенбушем и Реклесс Юфом, которые также выступали в качестве тренеров и рестлеров.
Промоушен проводил несколько шоу в месяц, большинство из которых проходило на арене Wrestle Factory. Два главных события, сентябрьский King of Trios, ставший премьерой промоушена, и апрельский Tag World Grand Prix, были сосредоточены на матчах команд и трио. Среди других крупных мероприятий — Aniversario, проводившееся в мае, и турнир Young Lions Cup, проходивший с июня по август. В 2011 году Chikara представила гранд-чемпионство Chikara, основной титул промоушена в одиночном разряде.
Под влиянием традиций луча либре исполнители Chikara были разделены на «тэкникос» и «рудос» (термины луча либре для обозначения фейсов и хилов соответственно). Как и в луча либре, многие участники промоушена выступали под масками и с уникальными образами.
Промоушен закрылся в июне 2020 года после того, как в рамках движения Speaking Out в адрес промоушена было выдвинуто несколько обвинений в злоупотреблениях, неправомерном поведении и сексуальном насилии или домогательствах.

## История

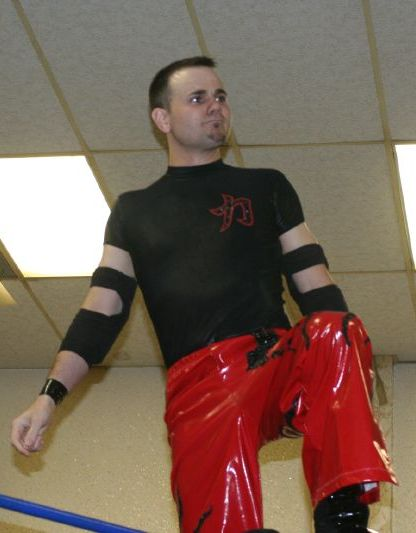
Майк Квакенбуш, один из основателей и тренер до закрытия промоушена

Летом 2000 года, после того как «Реклесс Юф» Том Картер был освобожден от контракта с World Wrestling Federation, он, Майк Квакенбуш и Дон Монтойя заговорили об открытии школы рестлинга, которая бы обучала различным международным стилям. Первоначально школа должна была называться «Impact Wrestling» (не путать с одноименным промоушеном), но когда Монтойя решил не вкладывать деньги в её основание и покинул проект, Картер и Квакенбуш решили, что им нужно новое название. Школа Wrestle Factory была основана Картером и Квакенбушем в Аллентауне, Пенсильвания, 7 января 2002 года. В первый набор вошли УльтраМантис, Мистер Зеро, Стрекоза, Хэллоуикэд и Ичабод Слейн. В мае того же года Chikara расширилась до рестлинг-промоушена с целью показать своих учеников. На первом шоу, состоявшемся 25 мая 2002 года, выступили не только студенты и главные тренеры Wrestle Factory, но и несколько других независимых рестлеров, включая Дона Монтойю, Си Эм Панка, Кольта Кабану, Крис Хиро, Лава Бага, Маршала Лоу и Слепую Ярость. В главном событии первого шоу Квакенбуш и Юф, к которым присоединился Дон Монтойя, в составе «Отряда черных футболок» победили «Мафию золотого фонда» Криса Хиро, Си Эм Панка и Кольта Кабаны. В первые дни Слепой Ярость, Халловик и Ичабод Слейн сформировали группировку, известную как «Ночная смена», которая стала лучшей группой рудос (или хилов) в промоушене. Они часто враждовали с тэкнико (фейсы) Крякенбушем, Юфом и УльтраМантисом. Среди заметных событий 2002 года — появление бывшей звезды World Championship Wrestling Ла Парка, который вместе с Мистером Зеро выступил против Квакенбуша и Юфа, а также открытие недолго просуществовавшего родственного промоушена Kiryoku Pro, в котором особое внимание уделялось женскому рестлингу.

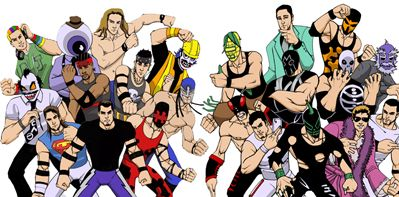
Ростер Chikara в 2004 году

В 2004 году Крис Хиро стал тренером в Wrestle Factory, заменив Картера. В 2005 году к ним присоединился Хорхе «Скайд» Ривера в качестве третьего тренера. В марте 2005 года школа переехала из Аллентауна на арену New Alhambra Arena в Филадельфии. Затем они взяли на себя тренировки Combat Zone Wrestling, что привело к новому названию школы CZW/Chikara Wrestle Factory. После разделения школ в 2007 году тренировочный центр снова стал называться просто Wrestle Factory. В 2007 году Клаудио Кастаньоли взял на себя обязанности тренера от Криса Хиро.
24 июня 2020 года Квакенбуш объявил о закрытии Chikara на фоне обвинений в неправомерных действиях внутри компании.